# Brénod
Brénod ist eine französische Gemeinde mit 547 Einwohnern (Stand 1. Januar 2022) im Département Ain in der Region Auvergne-Rhône-Alpes. Sie gehört zum Kanton Plateau d’Hauteville und zum Arrondissement Nantua.

## Geographie
Brénod liegt auf 853 m, neun Kilometer nördlich von Hauteville-Lompnes und etwa 23 Kilometer nordöstlich der Stadt Ambérieu-en-Bugey (Luftlinie). Das Dorf erstreckt sich im zentralen Bugey, am nördlichen Rand einer breiten Senke des Hochjuras, die zum Plateau d’Hauteville zählt, an der Albarine.
Die Fläche des 23,79 km² großen Gemeindegebiets umfasst einen Abschnitt des südlichen französischen Juras. Der Hauptteil wird von einer breiten in Nord-Süd-Richtung orientierten Mulde (im Mittel auf 830 m) eingenommen, die eine Synklinale im Faltenjura bildet. Diese Mulde wird durch die Albarine nach Süden entwässert. Im Westen wird diese Senke durch die Antiklinale der Grande Montagne (bis 1091 m) begrenzt. Nördlich von Brénod verengt sich die Senke zusehends und läuft in der Talmulde der Combe de Férirand aus, in der auch der Étang de Marron liegt.
Im Osten wird die Senke von Brénod vom nördlichen Ausläufer der Planachat-Antiklinale flankiert. Sie bildet mit 1120 m die höchste Erhebung von Brénod. Durch Erosion wurde jedoch ein großer Teil des Gewölbes abgetragen, so dass hier mit der Combe de Léchaud ein Antiklinaltal entstand. Sie stellt das Quellgebiet der Albarine dar, weist verschiedene Moorgebiete auf und wird im Westen von der Geländerippe der Forêt de Pré-Goyet (1045 m), im Osten von der Forêt des Moussières (bis 1100 m) eingegrenzt.
Zu Brénod gehören neben dem eigentlichen Ort auch verschiedene Weiler, Hofgruppen und Einzelhöfe, darunter:
- Maconnod (940 m) am Westfuß der Forêt des Moussières
- Pré de Joux (940 m) in der Combe de Férirand

Nachbargemeinden von Brénod sind Saint-Martin-du-Frêne und Les Neyrolles im Norden, Haut Valromey mit Le Petit-Abergement im Osten, Champdor und Champdor-Corcelles mit Corcelles im Süden sowie Vieu-d’Izenave und Chevillard im Westen.

## Geschichte

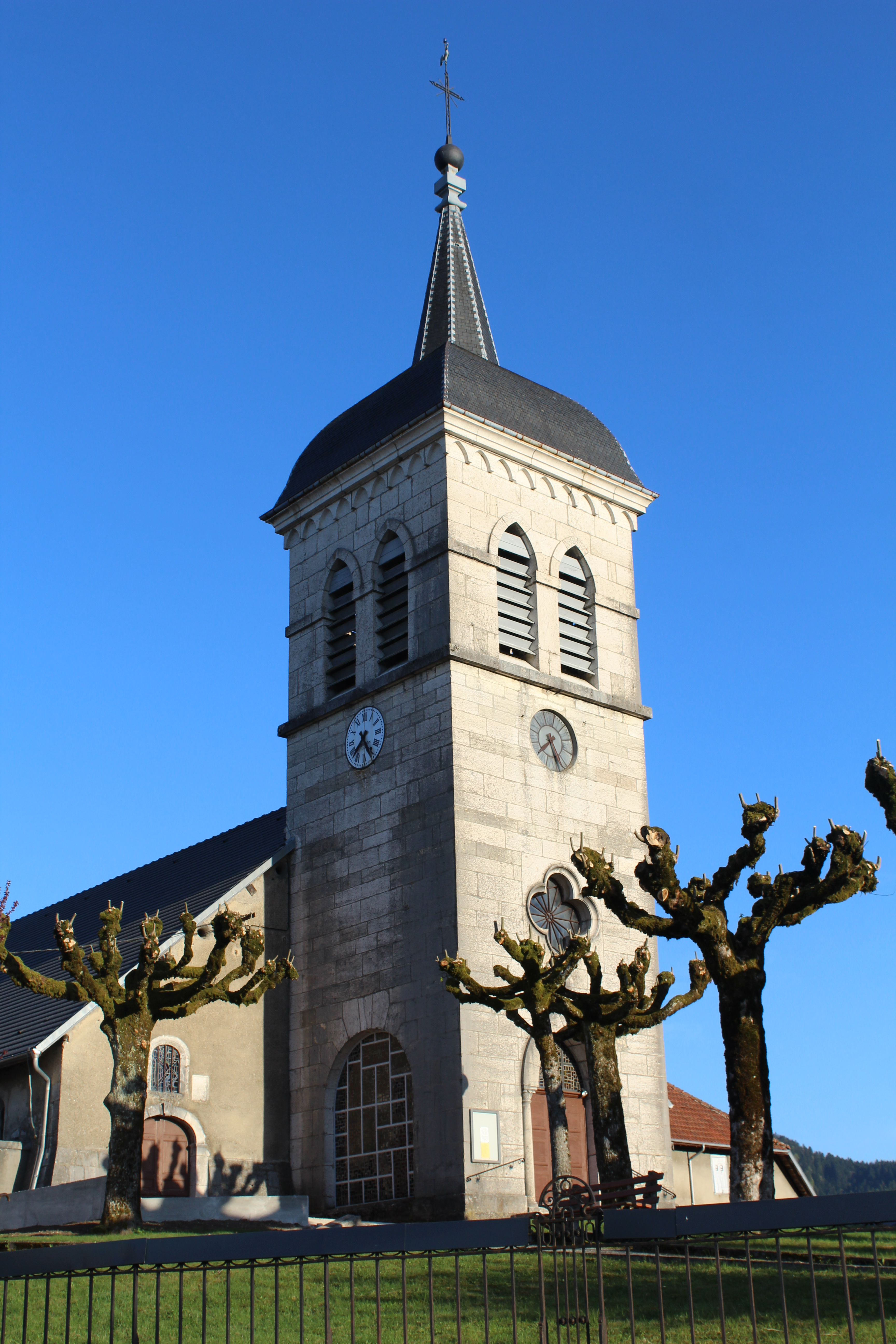
Himmelfahrts-Kirche in Brénod

Das Gebiet um Brénod wurde im Mittelalter von den Mönchen des späteren Kartäuserklosters Meyriat gerodet und urbar gemacht. Ab dem 12. Jahrhundert oblag die kirchliche Oberhoheit dem Kloster von Nantua, während die weltliche Herrschaft zuerst von den Thoire-Villars und ab 1424 von den Grafen von Savoyen ausgeübt wurde. Mit dem Vertrag von Lyon gelangte Brénod im Jahre 1601 an Frankreich.

## Sehenswürdigkeiten
Die Himmelfahrts-Kirche in Brénod wurde im 15. und 16. Jahrhundert im gotischen Stil erbaut und später umgestaltet. Sie besitzt eine Kanzel aus der Erbauungszeit und einen marmornen Hauptaltar.

## Bevölkerung
| Jahr                       | 1962 | 1968 | 1975 | 1982 | 1990 | 1999 | 2011 | 2020 |
| Einwohner                  | 509  | 524  | 436  | 431  | 385  | 427  | 543  | 486  |
| Quellen: Cassini und INSEE |      |      |      |      |      |      |      |      |

Mit 547 Einwohnern (Stand 1. Januar 2022) gehört Brénod zu den kleinen Gemeinden des Départements Ain. Nachdem die Einwohnerzahl in der ersten Hälfte des 20. Jahrhunderts deutlich abgenommen hatte (1896 wurden noch 836 Personen gezählt), wurde seit Beginn der 1990er Jahre wieder ein Bevölkerungswachstum verzeichnet. Die Ortsbewohner von Brénod heißen auf Französisch Brénodien(ne)s oder Bergnoland(e)s.

## Wirtschaft und Infrastruktur
Brénod war bis weit ins 20. Jahrhundert hinein ein vorwiegend durch die Landwirtschaft, insbesondere Viehzucht und Milchwirtschaft, sowie durch die Forstwirtschaft geprägtes Dorf. Daneben gibt es heute einige Betriebe des lokalen Kleingewerbes. Mittlerweile hat sich das Dorf auch zu einer Wohngemeinde gewandelt. Viele Erwerbstätige sind Wegpendler, die in den größeren Ortschaften der Umgebung ihrer Arbeit nachgehen.
Im Winter profitiert Brénod vom Tourismus, wenn auf dem Plateau d’Hauteville und auf den umliegenden Höhen Langlaufloipen gespurt werden. Im Sommer gilt die Landschaft um Brénod als beliebtes Erholungsgebiet.
Die Ortschaft liegt abseits der größeren Durchgangsstraßen an einer Departementsstraße, die von Saint-Martin-du-Frêne nach Hauteville-Lompnes führt. Weitere Straßenverbindungen bestehen mit Ruffieu im Valromey, Corcelles und Les Neyrolles. Der nächste Anschluss an die Autobahn A40 befindet sich in einer Entfernung von rund 15 Kilometern.
In Brénod befindet sich eine staatliche école primaire (Grundschule mit eingegliederter Vorschule).